# Aleksander Potkański
Aleksander Potkański herbu Brochwicz (zm. 28 listopada 1821 w Laziskach) – marszałek województwa sandomierskiego w konfederacji targowickiej w 1792 roku, starosta radomski od 1772 roku.
Był najmłodszym synem Józefa Potkańskiego kasztelana radomskiego, bratankiem Antoniego. 13 maja 1772 Michał Świdziński scedował mu za zgodą króla starostwo grodowe radomskie. Uroczysty wjazd na starostwo odbył 23 listopada na urzędzie tym zasiadał Potkański do końca istnienia Rzeczypospolitej. Poseł na sejm 1778 roku z województwa sandomierskiego na którym został powołany do skontrolowania rachunków Komisji Skarbu Litewskiego. W 1783 odznaczony został Orderem Świętego Stanisława. Był komisarzem Sejmu Czteroletniego z powiatu radomskiego województwa sandomierskiego do szacowania intrat dóbr ziemskich w 1789 roku. Potkański posłował na sejm grodzieński 1793. W końcu listopada powołany został na członka komisji demarkacyjnej do wytyczenia nowej po drugim rozbiorze granicy z Prusami. Po wybuchu insurekcji kościuszkowskiej w 1794 obawiając się represji schronił się w Galicji w Bobowej. Po trzecim rozbiorze majętności Potkańskiego znalazły się w zaborze austriackim. Był on właścicielem Chlewisk, rozległych dóbr w powiecie radomskim; rozwijał w nich przemysł metalurgiczny w oparciu o 6 kopalń rudy i dwa wielkie piece: w Aleksandrowie i Stefankowie. W 1804 wylegitymował się ze szlachectwa w Galicji zachodniej.
Był dwukrotnie żonaty. Pierwszą żoną była Anna Szydłowska z którą doczekał się trzech synów i siedmiu córek. Drugą żoną była Marianna Potocka córka Józefa kasztelana lwowskiego.